# Johannes Mattfeld
Johannes Mattfeld, né le 18 janvier 1895 à Lehe (Bremerhaven) et mort le 19 janvier 1951 à Berlin, est un botaniste allemand qui fut en poste au Jardin botanique de Berlin.
Le genre botanique Mattfeldia lui doit son nom.